# Ardnamurchan
Ardnamurchan (gael. Àird nam Murchan) – półwysep położony na zachodnim wybrzeżu Wielkiej Brytanii, należący do Szkocji, w jednostce administracyjnej Highland. Na półwyspie znajduje się cypel Corrachadh Mòr, najdalej wysunięty punkt kontynentalny Wielkiej Brytanii.

## Opis

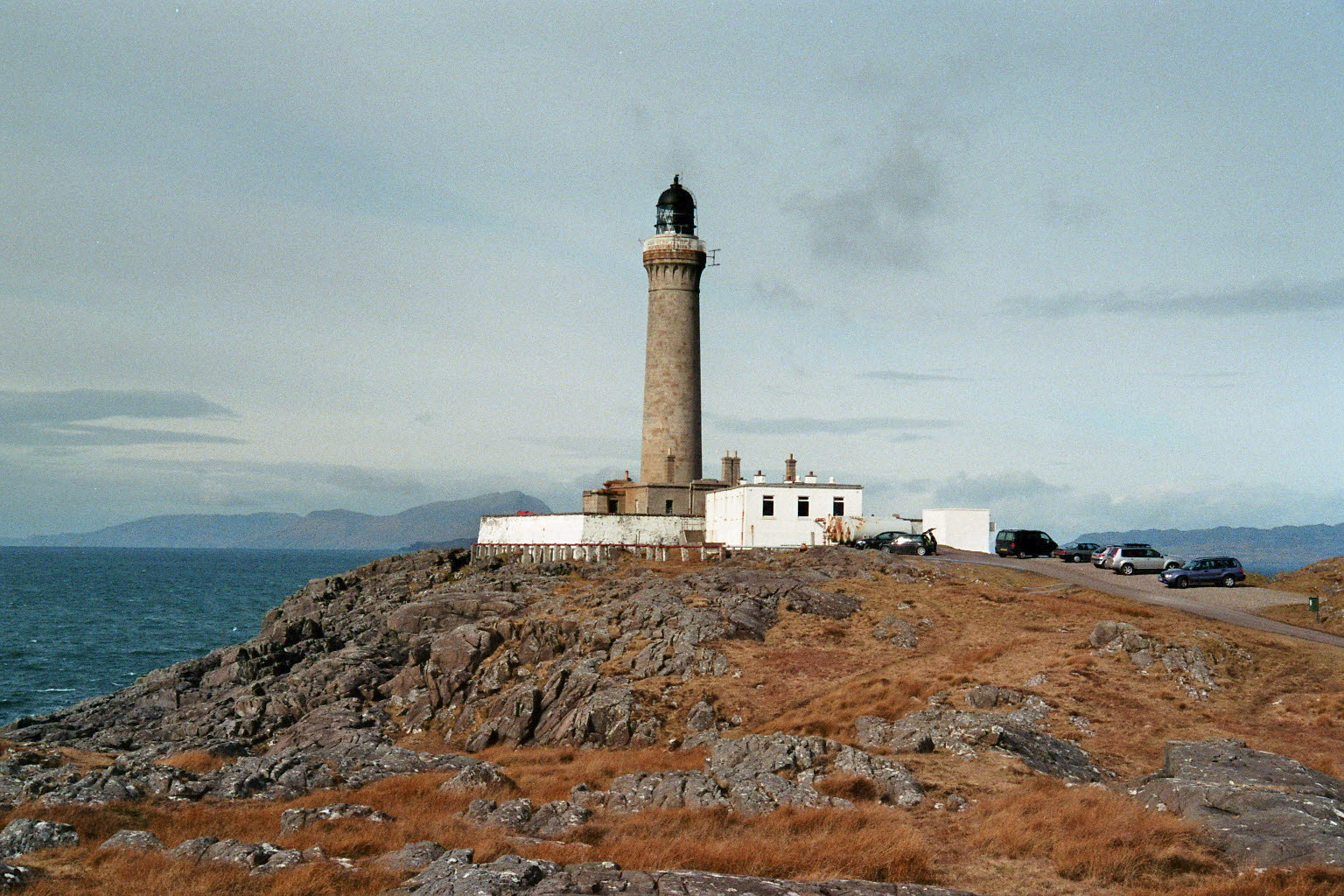
Latarnia morska Ardnamurchan

Półwysep Ardnamurchan liczy 25 km długości i 10 km szerokości i zajmuje powierzchnię 81 000 ha (200 000 akrów). Położony jest na zachodnim wybrzeżu jednostki administracyjnej Highland, w Szkocji i rozciąga się na zachód od Sunart. Jest słabo zaludniony. W centrum półwyspu znajdują się pozostałości dużego krateru wulkanicznego utworzonego ponad 60 milionów lat temu, gdy północnoamerykańskie i europejskie płyty skorupy ziemskiej oddzieliły się, tworząc Ocean Atlantycki. Krajobraz charakteryzuje się piargami, gęstymi lasami i kwarcowymi plażami, nazywanymi "śpiewającymi plażami". Na zachodnim końcu półwyspu znajduje się Ardnamurchan Point z latarnią morską Ardnamurchan wybudowaną w 1849 roku przez Alana Stevensona. Często uważany jest za najdalej wysunięty punkt Wielkiej Brytanii, choć w rzeczywistości Corrachadh Mòr wysunięty jest kilka metrów dalej.  

## Miejscowości
- Acharacle (Àth Tharracail)
- Achnaha (Achadh na h-Àtha)
- Glenborrodale (Gleann Bhorghdail)
- Kilchoan (Cille Chòmhghain)
- Kilmory (Cill Mhóire)
- Laga (Làga)
- Ockle (Ocal)
- Portuairk (Port Uairce)
- Salen (An t-Sàilean)
- Sanna (Sanna)